# Diócesis de Bigastro
La Sede titular de Bigastro es una Diócesis titular católica.

## Episcopologio
- Settimio Todisco (15 de diciembre de 1969 - 24 de mayo de 1975, nombrado Arzobispo de Brindisi)
- Augusto Lauro (8 de septiembre de 1975 - 7 de abril de 1979, nombrado Obispo de San Marco Argentano-Scalea)
- Alfonso Coto Monge (7 de marzo de 1980 - 22 de julio de 2006, fallecimiento)
- Juan Antonio Martínez Camino, S.J. (17 de noviembre de 2007 - ...)